# Brezovac (Rakovica)
Brezovac falu Horvátországban, Károlyváros megyében. Közigazgatásilag Rakovicához tartozik.

## Fekvése
Károlyvárostól 51 km-re délre, községközpontjától 6 km-re északra, a Kordun területén fekszik.

## Története
1857-ben 459, 1910-ben 576 lakosa volt. Trianonig Modrus-Fiume vármegye Ogulini járásához tartozott. 1991-ig lakosságát Broćanachoz számították. A horvát közigazgatási reformig Szluin község része volt. 1991 és 1995 között a Krajinai Szerb Köztársasághoz tartozott. A horvát hadsereg 1995 augusztusában foglalta vissza a települést. 2011-ben a falunak 6 lakosa volt.

## Lakosság
| Lakosság változása | Lakosság változása | Lakosság változása | Lakosság változása | Lakosság változása | Lakosság változása | Lakosság változása | Lakosság változása | Lakosság változása | Lakosság változása | Lakosság változása | Lakosság változása | Lakosság változása | Lakosság változása | Lakosság változása | Lakosság változása |
| ------------------ | ------------------ | ------------------ | ------------------ | ------------------ | ------------------ | ------------------ | ------------------ | ------------------ | ------------------ | ------------------ | ------------------ | ------------------ | ------------------ | ------------------ | ------------------ |
| 1857               | 1869               | 1880               | 1890               | 1900               | 1910               | 1921               | 1931               | 1948               | 1953               | 1961               | 1971               | 1981               | 1991               | 2001               | 2011               |
| 459                | 560                | 529                | 509                | 578                | 576                | 510                | 508                | 139                | 165                | 158                | 49                 | 0                  | 0                  | 13                 | 6                  |

## Nevezetességei
Szent Paraskeva tiszteletére szentelt szerb ortodox templomának romjai.